# Silviu Mircescu
Silviu Mircescu (n. 30 mai 1989) este un actor de teatru, film și televiziune din România.
Mircescu a absolvit Universitatea Națională de Artă Teatrală și Cinematografică I.L. Caragiale în anul 2012. Prima sa apariție TV a fost în toamna anului 2013, în urma participării la audițiile celui de-al treilea sezon al emisiunii-concurs Vocea României. Acesta a interpretat piesa „Dragostea-i nebună” a truei pop-rock Stigma, însă nu a reușit să se califice în etapa următoare.
În prezent, Mircescu este actor la Teatrul Național din București și la Teatrul Bulandra. Printre spectacolele în care apare se numără „Visul unei nopți de vară” (alături de actrița Maia Morgenstern) și „Regele Lear” (alături de actorii Marius Manole și Mihai Constantin). Acesta a jucat și în seriale TV precum O nouă viață, Când mama nu-i acasă și O grămadă de caramele.
În luna mai a anului 2018, Mircescu împreună cu Andreea Bălan au lansat piesa „Așa de frumos”. 

## Teatru: roluri și spectacole reprezentative

### Roluri la Teatrul Național București
- Iașa - „Livada de vișini” de A.P. Cehov, regia David Doiashvili, 2017
- Ducele de Cornwall – „Regele Lear de William Shakespeare”, regia David Doiashvili, 2016
- Tony Tirell – „Eden de Eugene O`Brien”, regia Cristina Giurgea, Programul 9G la TNB, 2016
- Demetrius – „Visul unei nopți de vară” de William Shakespeare, regia Petrică Ionescu, 2015

### Roluri în teatru
- Riff – „West Side Story”, regia Răzvan Mazilu, Teatrul Odeon
- Chiriac – „O noapte furtunoasă” de I.L. Caragiale, regia Radu Gabriel, Teatrul Teatreli
- Billy Flinn – „Chicago”, musical, regia Gelu Colceag, UNATC
- Valet - „La Grande Magia”, regia Ellie Malka, Teatrul Bulandra
- Cipri – „Graffiti drimz”, regia Alina Nelega, Teatrul Odeon, 2010
- Luko – „Orchestra Titanic”, regia Cristina Giurgea, UNATC, 2012-2013
- Nea’ Mărin – „La lilieci”, licență, regia Valeria Sitaru și Vlad Logigan, UNATC, 2012
- Treplev – „Pescărușul”, licență, regia Valeria Sitaru și Vlad Logigan, UNATC, 2012
- Negustorul – „Comedia erorilor”, regia Adela Bitica, UNATC, 2011
- Don John – „Mult zgomot pentru nimic”, regia Dragoș Mușoiu, UNATC, 2011
- Borkin – „Ivanov”, regia Tudor Lucanu, UNATC, 2011
- Demetrius – „Titus Andronicus”, regia Raptis Alexandros, UNATC, 2010
- Lennox – „Macbeth”, regia Cosmin Borodan, UNATC, 2010
- Spițerul – „Romeo și Julieta”, regia Alexandra Neacșu, UNATC, 2009
- Regele / Vânătorul / Pitic – „Albă ca zăpada”, varianta modernă, prezentat în numeroase festivaluri de teatru între anii 2003 și 2006

==Filmografie 
- Mirciulică - „Când mama nu-i acasă”, regia Ruxandra Ion, serial, 2017
- Sebi – „Attentatvum”, scurt-metraj, regia Mihai Ghiță, UNATC, 2016
- Coregraful - „6,9 pe scara richter”, regia Nae Caranfil, 2016
- The first conductor - „Exodus to Shanghai”, regia Anthony Hickox, 2015
- Sile - „Ca niciodată: A fost odată”, regia Bogdan Drăgulescu, 2014
- Alin – „Poartă-n casă”, scurt-metraj, regia Hadrian Gavriliuțiu, 2014
- Mircea Dănescu – „O nouă viață”, serial ProTV
- Băiatul de la pompe funebre – „O umbră de nor”, scurt-metraj, regia Radu Jude, 2012
- Îngerul Barman – „Heaven”, scurt-metraj, regia Monica Livia, UNATC, 2012
- Radu Petrescu - „Te aștept de-o viață”, scurt-metraj, regia Ana Tarlea, Media Pro, 2012
- Gama – „Cei mai frumoși ani”, scurt-metraj, regia Wolfram Paulus, 2011
- Bodyguard – „Toată lumea din familia noastră”, regia Radu Jude, 2011
- Bogdan – „Unde dai și unde crapă”, scurt-metraj, regia Andrei Ion, Media Pro, 2011
- Pușcăriașul – „Evadarea”, scurt-metraj, regia Hassan Wissam, UNATC, 2011
- Piți – „Matinala”, scurt-metraj, regia Irina Alexiu, Media Pro, 2011
- Cip – „După amiaza în drumul Taberei”, scurt-metraj, regia Vlad Trandafir, UNATC, 2010
- Vasile – „Teza pe două rânduri”, scurt-metraj, regia Ion Arama, UNATC, 2010
- Alin – „Hello Kitty”, scurt-metraj, regia Millo Simulov, UNATC, 2010